# Бранко Пендовски
Бранко Пендовски (на македонска литературна норма: Бранко Пендовски) е писател и драматург от Република Македония.

## Биография
Роден е в 1929 година в град Кочани. Завършва гимназия в Щип, а по-късно Философския факултет - група История на книжовностите на народите на СФРЮ в Скопския университет. В 1965-66 година е стипендиант в Сорбоната, където изучава съвременната френска драма.
След установяването на комунистическата власт в страната работи като учител в Кочини, като младежки ръководител в Щип и Струмица, като журналист в „Млад борец“, а по-късно като рецензент в „Нова Македония“ и като главен редактор на литературния вестник „Разгледи“. След това работи като редактор в книгоиздателството „Кочо Рацин“ и като главен редактор и директор на издателска къща „Култура“ в Скопие.
Член е на Дружеството на писателите на Македония от 1953 година, по-късно става негов председател. Член е на Македонския ПЕН център. Носител е на наградата „Войдан Чернодрински“.

## Творчество
- „Игра“, сборник разкази (1956)
- „Наш град“, сборник разкази (1963)
- „Скали“, роман (1965)
- „Смртта на орденот“, сборник разкази (1969)
- „Не сакам да умрам полека“, драма (1969)
- „Студенти“, драма (1973)
- „Под пирамидата“, драма (1973)
- „Потоп“, драма (1973)
- „Пречек“, драма (1973)
- „Патување“, драма (1980)
- „Наследници“, драма (1980)
- „Љубовници“, драма (1980)[1]